# ¡Europa Ahora!
El Movimiento ¡Europa Ahora! (en montenegrino y serbio: Pokret Evropa sad! / Покрет Европа сад!; PES!), conocido comúnmente como simplemente ¡Europa Ahora! (Evropa sad! / Европа сад!; abbr. ES!) es un movimiento político centrista, anticorrupción y proeuropeo en Montenegro, fundado en junio de 2022 por los exministros de Finanzas y Economía, Milojko Spajić y Jakov Milatović. Se describe a sí mismo como un movimiento centrado en la economía y es económica y socialmente liberal.

## Historia
El movimiento fue fundado el 26 de junio de 2022 por Milojko Spajić y Jakov Milatović, exministros independientes de Finanzas y Economía respectivamente, dentro del gabinete tecnocrático de corta duración formado después del cambio de régimen de las elecciones parlamentarias de 2020. Previamente, anunció un compromiso político conjunto y la formación de un nuevo movimiento político en febrero de 2022, poco después de que el gabinete tecnocrático de Zdravko Krivokapić perdiera la confianza de la nueva mayoría parlamentaria. Además de Spajic y Milatovic, los miembros fundadores destacados del movimiento incluyen a la exministra de defensa Olivera Injac y al profesor universitario Filip Ivanović. El nombre del movimiento es idéntico al programa de reformas económicas que incluía un conjunto de medidas populares, que aumentaba el salario mínimo de 222 a 450 euros mediante el recorte de las cotizaciones sanitarias, lanzado en enero de 2022 por los ministros durante su mandato. El partido recién fundado también anunció una futura cooperación con otros sujetos políticos centristas y de orientación cívica, como las coaliciones lideradas por los demócratas y la liderada por Acción Reformista Unida, así como con los partidos de intereses minoritarios, oponiéndose a la actividad y posiciones del Partido Democrático de los Socialistas, Frente Democrático y Partido Popular Socialista acusándolos de corrupción y alimentando divisiones étnicas, llamándolos "partidos y políticas del pasado".
El movimiento debutó en las elecciones locales de octubre de 2022, obteniendo buenos resultados, especialmente en las elecciones en la ciudad capital de Podgorica, que resultaron en la caída del poder del populista Partido Democrático de los Socialistas del presidente Milo Đukanović, que había gobernado la ciudad desde la década de 1990. con Europa ahora! lista balott carrier Jakov Milatović, líder de la nueva coalición mayoritaria en la Asamblea de la Ciudad Capital. Sin embargo, el anuncio formal de los resultados está pendiente desde la elección de octubre de 2022, hasta marzo de 2023, provocada por la vacante dentro del Tribunal Constitucional (debido a la crisis parlamentaria en el país), luego de que las organizaciones nacionalistas menores, tanto montenegrinas como serbias, como la "Iniciativa 21 de mayo" y la Lista Serbia, a la que muchos acusan de actuar como un partido saboteador del DPS, presentaron quejas ante un tribunal inactivo sobre "irregularidades durante la campaña electoral local", dejando también la convocatoria saliente de la administración dirigida por el DPS. elegido en mayo de 2018 permaneciendo en el poder en funciones durante 2023. El ES también obtiene el cargo de alcalde en Danilovgrad y Žabljak, pasando a formar parte de las nuevas coaliciones gobernantes en siete de los 11 municipios en los que participó en las elecciones. Todas las encuestas de opinión publicadas después de las elecciones locales, a marzo de 2023, mostraron un aumento en el apoyo popular al movimiento.
En enero de 2023, el cofundador del movimiento, Milojko Spajić, anunció su candidatura para las elecciones presidenciales de marzo de 2023, Finalmente, fue descalificado debido a las sospechas de que tiene ciudadanía serbia, ya que la ley montenegrina no permite que las personas con doble ciudadanía se postulen para las elecciones. presidencia. La descalificación de Spajić por parte del organismo electoral central, compuesto en su mayoría por los delegados del DPS y el DF, fue rápida y no esperó la finalización de una investigación iniciada por el Ministerio del Interior. Esto dio pie a la especulación de que la decisión fue influenciada por el DPS, ya que Spajić fue visto como una seria amenaza para el presidente en funciones, Milo Đukanović. Los miembros de la comisión que representan al DF también votaron para descalificar a Spajić. Poco después, el movimiento decidió nominar a su otro cofundador, Jakov Milatović. En la primera ronda, Milatović superó las encuestas, obtuvo el 29% de los votos y se enfrentó al titular de larga data Milo Đukanović en la segunda vuelta el 2 de abril. Milatović derrotó con un amplio margen al presidente Đukanović.